# Phil Roe
David Phillip "Phil" Roe, född 21 juli 1945 i Clarksville, Tennessee, är en amerikansk republikansk politiker. Han representerade delstaten Tennessees första distrikt i USA:s representanthus 2009–2021.
Roe avlade 1967 kandidatexamen vid Austin Peay State University och 1973 läkarexamen vid University of Tennessee. Han tjänstgjorde i USA:s armé 1973-1974.
Roe förlorade i republikanernas primärval inför kongressvalet i USA 2006 mot David Davis. Han var borgmästare i Johnson City 2007-2008. Han utmanade Davis på nytt i primärvalet inför kongressvalet i USA 2008 och vann. Roe besegrade sedan demokraten Rob Russell i själva kongressvalet.
Roe bor i Jonesborough med sin fru Clarinda, gifta 2017. Han har tre barn med sin tidigare avlidna fru Pamela Roe.